# 四十三山
四十三山（よそみやま）、あるいは明治新山（めいじしんざん）は、日本の北海道有珠郡洞爺湖町と壮瞥町の境界、洞爺湖の南岸に位置する標高252mの火山である。

## 概要
有珠山の1910年（明治43年）の噴火活動によって形成された側火山である。
デイサイト質の粘性の高い溶岩が地下から推上し、土壌を持ち上げて作られた潜在溶岩円頂丘。
形成当時は各所から盛んな噴気が見られたが、21世紀初頭の現在は全山を落葉広葉樹林に覆われ、一部で弱い噴気活動が見られる程度である。

## 噴火以前の洞爺湖周辺[疑問点–ノート]
1910年（明治43年）は、ハレー彗星が地球に接近していた時期にあたる。「彗星によって地球は空気を奪われ、全人類は滅亡する」とのデマが世界的に流布し、日露戦争の勝利に浮かれる人心に冷や水を浴びせていた。一方、北海道洞爺湖周辺では明治20年代より開始された開拓事業が軌道に乗り、火山性の肥沃な土壌と温暖な気候を生かして小麦畑やリンゴ園が次々と開かれていた。

### 金毘羅寺
当時、現在の洞爺湖温泉街に当たる有珠山北麓、洞爺湖南岸はアイヌ語で「廃村」を意味するトコタンと呼ばれる辺鄙な寒村だった。そんな折、トコタンに秋山宥猛（俗名：秋山甚平）という僧が現れる。
1873年（明治6年）に徳島県に生まれた秋山（宥猛を名乗るのは、大正3年以降）は若き日に神陰流剣術や玉心流柔術など各種の武道を極め、日清戦争直後の征台の役にも従軍した。
兵役を終えた彼は北海道に渡り、仁木町で開墾に従事したり、虻田町で蓄音機を有料で視聴させるなどして生計を立てていたが、一旦内地に戻り、讃岐の金刀比羅宮で出家する。元来、金刀比羅宮は神仏習合の金毘羅大権現として、別当寺の松尾寺金光院を有していたが、明治初期の廃仏毀釈や神仏分離令の影響で歴代の仏像、仏具の大半を破却に追い込まれていた。秋山の修行時代は、まさに松尾寺が存亡の危機を迎えていた時期に当たる。
同じころ、洞爺湖南西岸・月浦集落に農業や運送業を営む有力者・篠原又兵衛がいた。香川県生まれの篠原は幼いころより信仰心篤く、明治30年頃に故郷より金刀比羅宮の分霊をいただき、自宅の裏山に祀っていた。
1908年（明治41年）、松尾寺での修行を終えた秋山は北海道に再度渡っていたが、洞爺湖周辺の風光明媚な光景に引かれ、この地に金毘羅宮建立の夢を思い描く。秋山は「本山から、松尾寺再興の夢を託された」との触れ込みで篠原に接近し、協議を重ねた末の同年10月、金毘羅寺の仮本堂を竣工させる。もとより洞爺湖周辺の開拓民は四国出身者が多かったため、「ふるさとの神様」を迎えた地元住民は狂喜し、上棟式には虻田、壮瞥、留寿都などから千数百人の善男善女が詰めかけたという。虻田町でも10万坪の土地を売却して事業に援助。官民一体での金毘羅寺整備につられ、周辺には小規模ながら門前町が整い始めた。そして明治43年3月、壮麗な本堂が竣工した。
まさに噴火の4か月まえのことである。有珠山明治活動で最初の噴火を起こす本堂の裏山は、「金毘羅山」と称されていた。

## 噴火活動の推移

### 前兆地震
明治43年7月19日午前11時43分、有珠山周辺で最初の有感地震が発生。22日午前6時から地震活動は本格的となり、23日に110回、24日には強震62回を含む313回、25日は強震31回を含む162回の地震を記録。
度重なる地震を受けた室蘭警察署長の飯田誠一は、有珠山周辺の全住民に対し「住民1万5千人全員、有珠山より3里（12キロ）以遠に退避すべし」との避難命令を出す。
後に昭和新山の観察記録で名を成す三松正夫は、当時は壮瞥郵便局の局長代理を務めていた。通信確保のため退避の許可が下りず、地面に畳を敷いて徹夜で勤務していた彼は空に尾を引くハレー彗星を眺め「やはりこの彗星は不吉なのだ」と思ったという。

### 噴火
7月25日午後10時、金毘羅山から最初の噴火。当時、洞爺湖対岸の洞爺村で小学校校長を勤めていた秋元長次郎は、噴火のありさまを次のように記録している。
翌26日には金毘羅山西方の奥と空滝沢で噴火。泥流が発生し、空滝沢を流れ下った。27日の午前2時には金毘羅山からトコタン集落を挟んで東に600m離れた西丸山から噴火し、直径90mの火口を形成。火口から流れ出した泥流は幅200mに及び、時速20マイル（約32キロ）の速さで現在のホテル万世閣の付近を流れ下り、洞爺湖に流れ込んだ。
27日から8月4日までの間は噴火の最盛期で、一日平均で4、5回の噴火が頻発。7月31日午前9時の噴火では、口径211m、深さ41mと明治噴火中最大の火口を形成した。この火口は現存し、当時、近隣に住んでいた阿野源太にちなんで「源太穴」（げんたあな）と呼ばれている。8月3日には、室蘭から噴火を見物に来ていた矢島某が非常線を突破した結果、100度近い温度の泥流に巻き込まれて死亡した。明治噴火中、唯一の死者である。一連の噴火活動では金毘羅山、西丸山、東丸山にかけての各所で水蒸気爆発を繰り返すことで36 - 45個の火口が形成され、そのうち5個の火口から泥流が流れ下った。泥流による堆積層は、厚さ2 - 2.5mにのぼる。
なお、噴火活動のさなかに虻田のアイヌの長老が5人連れ立ち、有珠山に向けてロルンベ（魔除けの儀式）を行った。
以下は、当時の虻田小学校関係者が採録した祈りの文句である。

### 隆起
8月1日、東丸山と西丸山の間に位置する湖岸で1mほどの隆起が認められる。やがて隆起のスピードは一日2，3寸（8センチほど）に及び、8月12日には、東丸山山麓から眺められた西丸山が土壌の隆起に遮られて見えなくなる。
8月20日ころには「新山」の誕生が誰の目にも明らかであった。11月上旬、現地に赴いた火山学者・大森房吉による測量で、もとは海抜60mだった平坦地が150m隆起し、海抜210mの新山が形成されたことが確認される。
地殻変動によって洞爺湖は水位が1.5m上昇し、洞爺湖唯一の流出河川である壮瞥川では水害が頻発した。壮瞥川の水位が平常値に戻るまで、3か月を有したという。

### 命名
形成当初は「新山」と呼びならわされていた山は、1931年（昭和6年）頃に当時の虻田町長と洞爺湖温泉の有志が「明治43年にできた山だから」との理由で「四十三山」と命名した。
さらに昭和新山の噴出以降は「明治新山」の名も定着した。形成当初は全山を火山灰に覆われ、各所から噴気を繰り返していた四十三山は、現在では全山を広葉樹林に覆われている。

## その後
噴火による被害は、建築物の全壊20棟、農作物の被害8500ヘクタール、死者1人である。

### 金毘羅寺
その年の3月に建立された金毘羅寺本堂は、大量の噴石を浴びて大破した。
僧・秋山は洞爺湖畔での霊場建設を諦め、1913年（大正2年）、倶知安に移転して新たな寺院を建立した。それが、今に続く倶知安町の金毘羅寺である。
郵便広告を利用して北海道全域に数万枚のチラシを配布し、派手な衣装で近隣の村落を練り歩き、さらに寺に隣接して武術道場を開設するなどして各方面に働きかけた結果、大正から昭和にかけて道内屈指の寺院として栄えた。祭りの3日間だけで10万人の参拝者が集った記録もあるという。
1927年（昭和2年）、55歳の秋山宥猛は寺を養子に譲り、小樽市の大本院に移った。

### 洞爺湖温泉
後に昭和新山が形成される壮瞥町のフカバ集落（サケ、マスの「孵化場」があったことから、この地名がつけられた）では、明治の噴火活動以降に村内の湧水の温度が急激に上昇しはじめた。大正2年には温泉旅館が進出、飲食店も立ち並び、戸数50戸あまりの温泉街として繁盛し始めた。しかし大正5年ころから湯の温度が低下し、集落は元の寒村に逆戻りした。
1917年（大正6年）6月、杉山春己、安西岩吉、そして壮瞥郵便局長の三松正夫の3人が鉱山見学の帰り、西丸山山麓の洞爺湖畔で熱い湯が沸く現場を発見する。地面を掘り下げて湯を溜め、温度を測ったところ43度を記録。温泉として立派に成り立つことを確認し、道庁に発見者3人の名義で温泉利用の出願を提出する。同年秋には、温泉旅館「竜湖館」が建設された。
これが、現在に続く洞爺湖温泉の開基である。

## 引用
1. 1 2  『虻田町史　第五巻　洞爺湖温泉発達史』95頁 NDLJP:9570913/59[出典無効]
2. 1 2  『虻田町史　第五巻　洞爺湖温泉発達史』199頁 NDLJP:9570913/115
3. ↑  『虻田町史　第五巻　洞爺湖温泉発達史』201頁 NDLJP:9570913/116
4. ↑  『虻田町史　第五巻　洞爺湖温泉発達史』202頁 NDLJP:9570913/117
5. 1 2  『虻田町史　第五巻　洞爺湖温泉発達史』205頁  NDLJP:9570913/118
6. ↑  『昭和新山物語』60頁
7. ↑  『虻田町史　第五巻　洞爺湖温泉発達史』97頁 NDLJP:9570913/60
8. ↑  『虻田町史　第五巻　洞爺湖温泉発達史』98頁 NDLJP:9570913/61
9. 1 2  『虻田町史　第五巻　洞爺湖温泉発達史』104頁 NDLJP:9570913/64
10. ↑  『虻田町史　第五巻　洞爺湖温泉発達史』106頁 NDLJP:9570913/65
11. ↑  『虻田町史　第五巻　洞爺湖温泉発達史』103頁 NDLJP:9570913/63
12. ↑  『虻田町史　第五巻　洞爺湖温泉発達史』106,107頁 NDLJP:9570913/65
13. ↑  『虻田町史　第五巻　洞爺湖温泉発達史』206頁NDLJP:9570913/119
14. ↑  『虻田町史　第五巻　洞爺湖温泉発達史』207頁 NDLJP:9570913/119
15. ↑  『昭和新山物語』25頁
16. ↑  『虻田町史　第五巻　洞爺湖温泉発達史』251頁 NDLJP:9570913/143
17. ↑  『昭和新山物語』24頁